# جنوب إفريقيون بيض
جنوب أفريقيون بيض وهو مصطلح يشير إلى مواطني جنوب أفريقيا ألذين يحملون البشرة البيضاء وألذين هم من أصل أوروبي وألذين ينقسمون إلى أفريكان وألذين هُم خليط من هولنديين والألمان والفرنسيين وهم ألذين يتكلمون باللغة الأفريكانية و يتواجد أيضاً هُناك متحدثي اللغة الإنجليزية وهم البريطانيون وإيرلنديون ويبلغ عدد الجنوب أفريقيين البيض 4,602,400 حسب إحصاء سنة 2013، أي ما يُعادل 8.7% من سكان جنوب أفريقيا، أغلبهم يتواجد في خاوتينغ ونسبة المتكلمين بالأفريكانية منهم هي 57% ونسبة المتكلمين بالإنكليزية 40.2% يدين أغلبهم بالمسيحية مع نسبة قليلة من اللادينيين واليهود. يشكل الجنوب أفريقيون البيض أكبر عدد من السكان من الأفارقة البيض. كانت التسمية "أبيض" تصنيفًا عنصريًا محددًا قانونيًا خلال نظام الفصل العنصري في جنوب أفريقيا.
يعود اصل معظم الأفريكانيين إلى مستوطنين من أحفاد شركة الهند الشرقية الهولندية في منتصف القرن السابع عشر وقد طوروا هوية ثقافية منفصلة، بما في ذلك لهجة مميزة. غالبية سكان جنوب إفريقيا البيض الناطقين باللغة الإنجليزية يتتبعون أصولهم إلى المستوطنين البريطانيين والإيرلنديين والهولنديين في عام 1820. يتكون ما تبقى من سكان جنوب أفريقيا البيض من المهاجرين اللاحقين من أوروبا مثل اليونانيين واليهود من ليتوانيا وبولندا. وصل المهاجرون البرتغاليون بعد انهيار الإدارات الاستعمارية البرتغالية في موزمبيق وأنغولا، على الرغم من أن العديد منهم ينحدرون أيضًا من ماديرا.

## لمحة تاريخية
بدأ تاريخ استيطان البيض في جنوب أفريقيا عام 1652 باستيطان شركة الهند الشرقية الهولندية (VOC) في مستوطنة في رأس الرجاء الصالح تحت قيادة جان فان ريبيك. على الرغم من كثرة المسؤولين والمستعمرين من هولندا، كان هناك أيضًا عدد من الهوغونوتيين الفرنسيين الفارين من الاضطهاد الديني في وطنهم والجنود أو البحارة الألمان العائدين من الخدمة في آسيا. ظلت مستعمرة الكيب تحت الحكم الهولندي لقرنين آخرين، وبعد ذلك ضمتها المملكة المتحدة حوالي عام 1806. في ذلك الوقت، كانت جنوب أفريقيا موطنًا لحوالي 26000 شخص من أصل أوروبي، وكانت الأغلبية النسبية منهم لا تزال من أصل هولندي. ومع ذلك، دخل المستوطنون الهولنديون في صراع مع الحكومة البريطانية حول قرارها بإلغاء تجارة الرقيق وفرض قيود على التوسع الاستعماري في الأراضي الأفريقية. ومن أجل منع نشوب حرب حدودية، قرر البرلمان البريطاني إرسال مستوطنين بريطانيين لبدء المزارع على الحدود الشرقية. ابتداءً من عام 1818، وصل آلاف المستوطنين البريطانيين إلى مستعمرة كيب المتنامية، بهدف الانضمام إلى القوى العاملة المحلية أو الاستقرار مباشرة على الحدود. ومن المفارقات أن معظم المزارع فشلت بسبب صعوبة التضاريس، مما اضطر المستوطنين البريطانيين إلى التعدي على الأراضي الأفريقية من أجل ممارسة الرعي. حوالي خمس السكان البيض الناطقين بالهولندية في كيب هاجروا شرقًا خلال الهجرة الكبرى في ثلاثينيات القرن التاسع عشر وأنشأوا جمهوريات البوير المستقلة الخاصة بهم في الداخل. ومع ذلك، استمر عدد السكان من أصل أبيض (معظمهم من أصل أوروبي) في الزيادة في كيب نتيجة للاستيطان، وبحلول عام 1865 وصل إلى 181,592 شخصًا. بين عامي 1880 و1910، كان هناك تدفق لليهود (بشكل رئيسي عبر ليتوانيا) والمهاجرين من لبنان وسوريا الذين وصلوا إلى جنوب إفريقيا. تم تصنيف المهاجرين الجدد من منطقة المشرق العربي وبلاد الشام في غرب آسيا في الأصل على أنهم آسيويون، وبالتالي "غير بيض"، ولكن من أجل الحصول على الحق في شراء الأراضي، نجحوا في القول بأنهم "بيض" وذلك بقولهم أنهم من الأراضي التي نشأت منها المسيحية واليهودية، وأيضا باستغلال واقع ان قوانين العرق لم تستهدف اليهود الاوروبيين الذين استوطنوا وذلك على الرغم من انه كان يعدّهم الاوروبيين التقليديين انذاك شعب ساميَا. وبذلك وبحجة أنه إذا كانت القوانين تستهدف أشخاصًا آخرين من الشام، فيجب أن تؤثر أيضًا على اليهود بحسب تعريف الاوروبيين بالقرن 19 كشعب سامي على غرار الشعوب الشامية استطاعوا الشاميين استغلال هذه الثغرة في السردية الاوروبية لمنحهم لقب "البيض" والذي يتيح للشاميين كذلك بشراء الاراضي للاستيطان.
تم إجراء أول تعداد سكاني على مستوى البلاد في جنوب أفريقيا في عام 1911 وأشار إلى أن عدد السكان البيض يبلغ 1,276,242 نسمة. بحلول عام 1936، كان هناك ما يقدر بنحو 2,003,857 من البيض في جنوب أفريقيا، وبحلول عام 1946 وصل العدد إلى 2,372,690. بدأت البلاد في استقبال عشرات الآلاف من المهاجرين الأوروبيين، وتحديدًا من ألمانيا وإيطاليا وهولندا واليونان وأراضي الإمبراطورية البرتغالية خلال منتصف إلى أواخر القرن العشرين. زاد عدد السكان البيض في جنوب أفريقيا إلى أكثر من 3,408,000 بحلول عام 1965، ووصل إلى 4,050,000 في عام 1973، وبلغ ذروته عند 5,044,000 في عام 1990.
بدأ عدد الجنوب أفريقيين البيض المقيمين في وطنهم في الانخفاض تدريجياً بين عام 1990 ومنتصف العقد الأول من القرن الحادي والعشرين نتيجة لزيادة الهجرة.

## عصر الفصل العنصري الجنوب افريقيّ
بموجب قانون تسجيل السكان لعام 1950، تم تصنيف كل ساكن في جنوب أفريقيا إلى واحدة من عدة مجموعات عرقية مختلفة، وكان "أبيض" واحدًا منها. عرّف مكتب تصنيف الأعراق الشخص الأبيض بأنه شخص "من الواضح أنه في المظهر، أو يتم قبوله بشكل عام كشخص أبيض، ولكن لا يشمل الشخص الذي، على الرغم من أنه في المظهر شخص أبيض بشكل واضح، يتم قبوله عمومًا كشخص ملون". تم استخدام العديد من المعايير، الجسدية (مثل فحص شعر الرأس والجسم) والاجتماعية (مثل عادات الأكل والشرب، أو وجود متحدث أصلي للغة الإنجليزية أو الأفريكانية أو لغة أوروبية أخرى) عندما قرر المجلس تصنيف شخص ما على أنه أبيض أو ملون. وقد امتد هذا فعليًا إلى جميع أولئك الذين يعتبرون أبناء شخصين أبيضين، بغض النظر عن مظهرهم. تم إلغاء القانون في 17 يونيو 1991.

## ما بعد الفصل العنصري
في محاولة للإنصاف في مرحلة ما بعد الفصل العنصري، صدر قانون المساواة في العمل لعام 1994، حيث يعزز التشريع توظيف الأشخاص (الأفارقة السود، والهنود، والصينيين، والمجموعات السكانية الملونة والبيض، بالإضافة إلى الأشخاص ذوي الإعاقة) وفقًا لتمثيل مجموعتهم العرقية كمجموعات سكانية. نسبة من مجموع سكان جنوب أفريقيا. يعمل تشريع التمكين الاقتصادي للسود على تمكين السود بشكل أكبر حيث تعتبر الحكومة مبادرات الملكية والتوظيف والتدريب والمسؤولية الاجتماعية، التي تمكّن السود في جنوب إفريقيا، كمعايير مهمة عند منح العطاءات؛ ويجب على الشركات الخاصة أيضًا الالتزام بهذا التشريع. تشير بعض التقارير إلى تزايد عدد البيض الذين يعانون من الفقر مقارنة بسنوات ما قبل الفصل العنصري، وتنسب ذلك إلى مثل هذه القوانين - ذكرت مقالة نشرت عام 2006 في صحيفة الغارديان أن أكثر من 350.000 من الأفارقة يمكن تصنيفهم على أنهم فقراء، وألمحت إلى بحث يدعي أن ما يصل إلى 150.000 من الأفارقة قد تم تصنيفهم على أنهم فقراء. كانوا يكافحون من أجل البقاء. 
نتيجة لسياسات الفصل العنصري، لا يزال يُنظر إلى البيض على نطاق واسع على أنهم إحدى المجموعات العرقية الأربع المحددة في جنوب إفريقيا. لا تزال هذه المجموعات (السود والبيض والملونون والهنود) تميل إلى امتلاك هويات عنصرية قوية، وإلى تعريف أنفسهم والآخرين كأعضاء في هذه المجموعات العرقية. ويستمر التصنيف في سياسة الحكومة بسبب محاولات الإنصاف مثل التمكين الاقتصادي للسود والمساواة في التوظيف.